# Manbar
Manbar (persiska: منبر) är en ort i Iran.   Den ligger i provinsen Västazarbaijan, i den nordvästra delen av landet, 400 km väster om huvudstaden Teheran. Manbar ligger 1 832 meter över havet och antalet invånare är 625.
Terrängen runt Manbar är lite bergig. Runt Manbar är det ganska glesbefolkat, med 47 invånare per kvadratkilometer. Närmaste större samhälle är Shāhīn Dezh, 18,7 km nordväst om Manbar. Trakten runt Manbar består i huvudsak av gräsmarker.